# Kostel Nanebevzetí Panny Marie (Klecany)
Kostel Nanebevzetí Panny Marie v Klecanech je římskokatolický farní kostel někdejší klecanské farnosti, od 1. ledna 2006 byla farnost v Klecanech zrušena a společně s líbeznickou připojena k farnosti Odolena Voda, která byla z podřipského vikariátu převedena do IV. pražského. Stavba původně ze 14. století. Nachází se v severní části středočeské obce Klecany v blízkosti zdejšího zámku.

## Historie

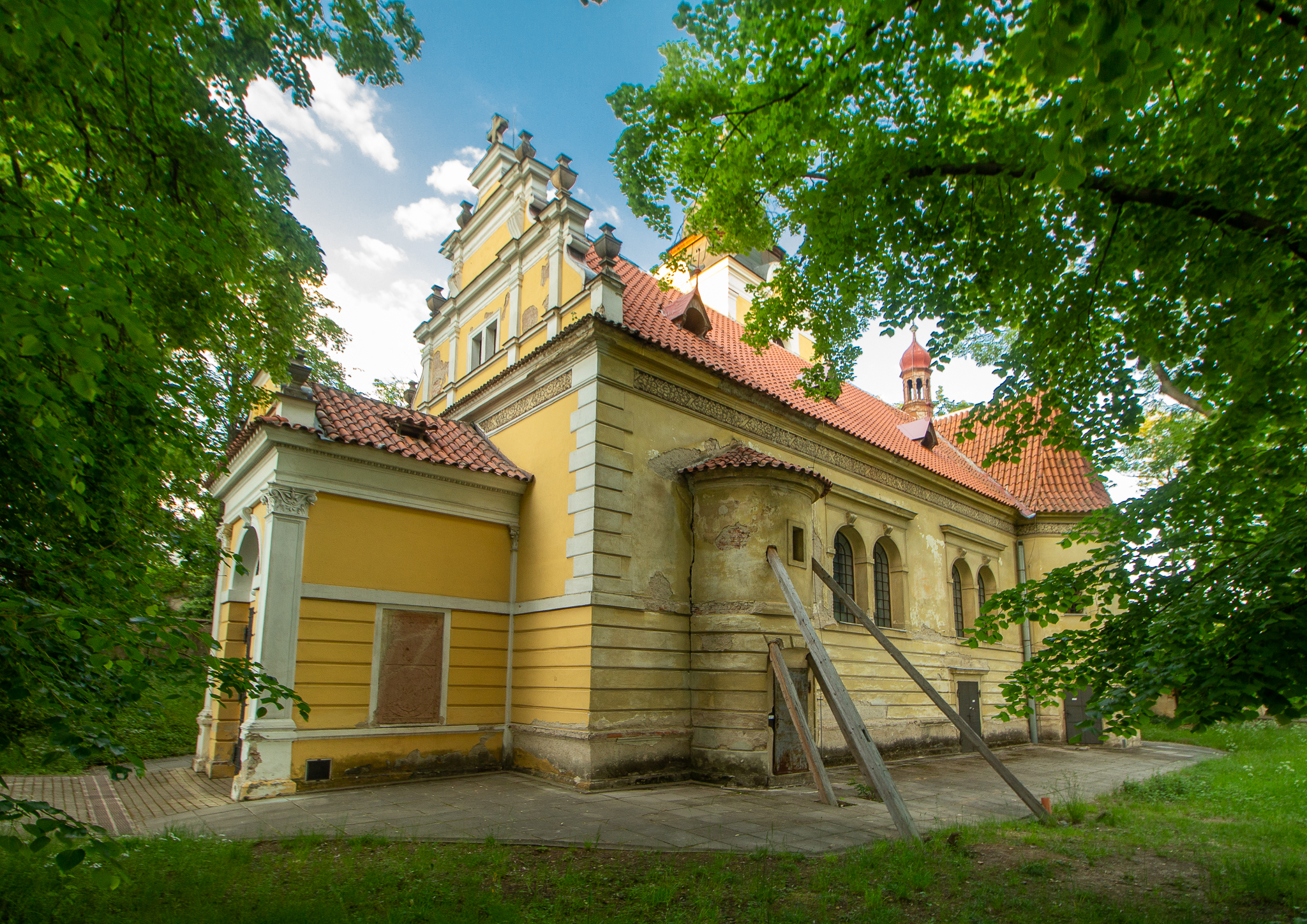
Jižní strana kostela

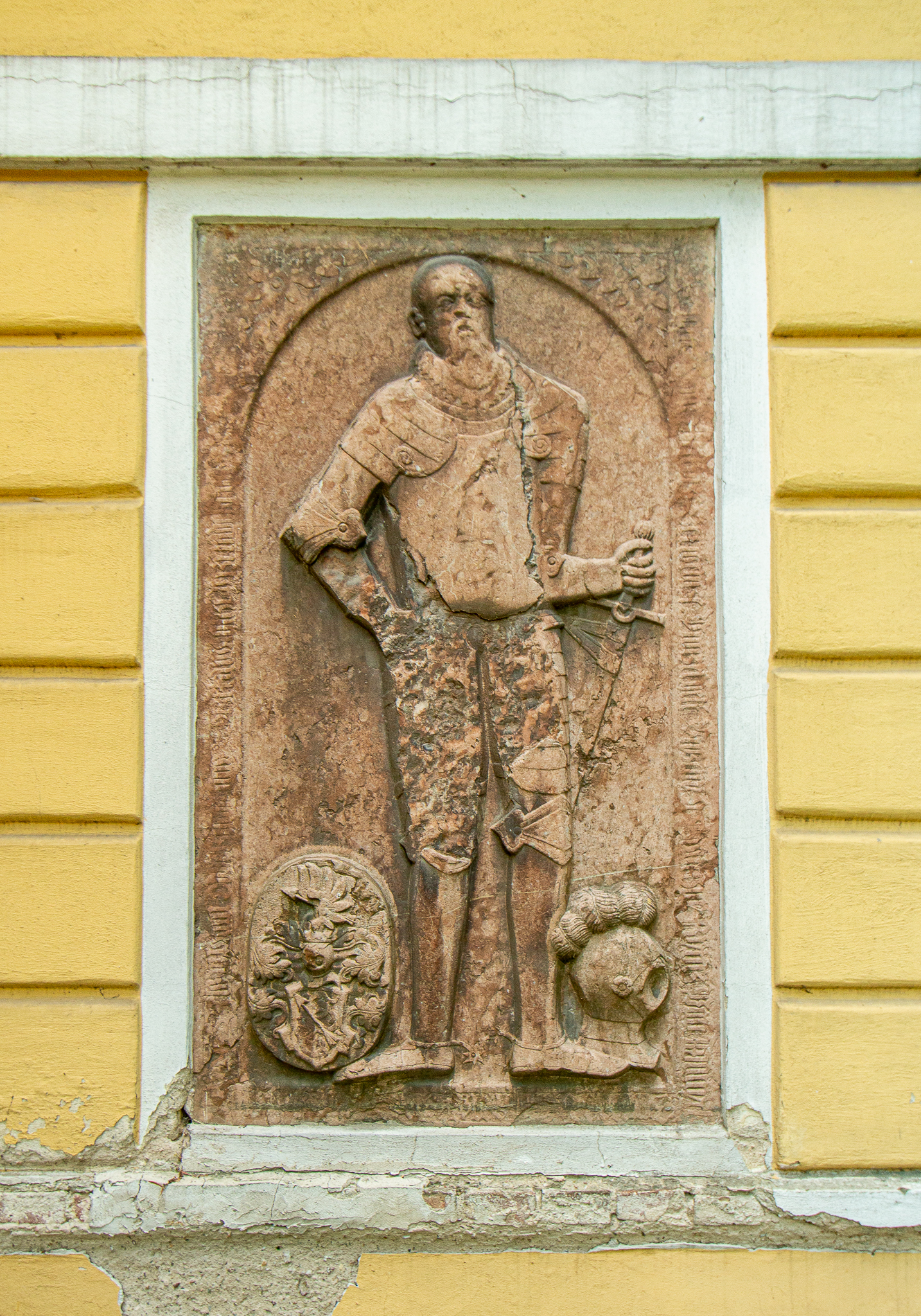
Náhrobník ve zdi kostela

Původně gotický kostel ze 14. století byl silně poškozen za třicetileté války. Po válce byl v letech 1748–1749 přestavěn v barokní podobě.
V letech 1889–1892 byl pseudorenesančně přestavěn.
V letech 1876–1884 zde jako kaplan působil spisovatel Václav Beneš Třebízský. Jeho působení a pobyt připomínají dva pomníky, jeden od Josefa Václava Myslbeka z roku 1894 a druhý od Ladislava Šalouna z roku 1898 a pamětní síň na faře.
Původní umělecká výzdoba interiéru kostela byla v průběhu času rozkradena, později zde byly instalovány novodobé kopie.
V roce 1973 proběhla celková oprava kostela včetně elektrifikace.
Před vstupem do areálu kostela stojí dvě sochy:
1. sloup se sochou svatého Václava ze 2. poloviny 17. století, který sem byl v roce 1896 převezen z nedalekého Přemyšlení.
2. barokní socha sv. Jana Nepomuckého u kostela z 1. čtvrtletí 18. století.